# Puan (partido)
Pour les articles homonymes, voir Puan.
Puan est un partido argentin situé dans la province de Buenos Aires, fondé en 1886, dont le chef-lieu est Puan.

## Démographie
Selon les résultats provisoires du recensement effectué en 2010, le partido compte une population de 15 603 habitants. Cela représente une diminution de la population de 3,21 % par rapport aux estimations attribué par l'Indec pour cette année-là, et une diminution de 4,75 % par rapport au recensement précédent, effectué en 2001.
| Population | 3 345 | 12 768    | 19 600   | 20 194  | 18 588  | 18 485  | 17 617  | 16 381  | 15 603  |
| Variation  | -     | +281,70 % | +53,50 % | +3,03 % | -7,95 % | -0,55 % | -4,69 % | -7,01 % | -4,75 % |

## Liste des gouverneurs
| Période     | Nom                | Parti politique |
| ----------- | ------------------ | --------------- |
| 1983—1991   | Hugo Gutiérrez     | UCR             |
| 1991—1997   | Carlos Astorga     | PJ              |
| 1997—1999   | Ricardo Larrondo   | PJ              |
| 1999—2011   | Horacio Luis López | UCR             |
| Depuis 2011 | Facundo Castelli   | FVC             |